# Taquara
Taquara ist eine Stadt mit 57.466 Einwohnern (Schätzung Stand: 2019) im Bundesstaat Rio Grande do Sul im Süden Brasiliens. Sie liegt etwa 75 km nordöstlich von Porto Alegre. Benachbart sind die Orte Araricá, Glorinha, Gravataí, Igrejinha, Novo Hamburgo, Parobé, Rolante, Santo Antônio da Patrulha, Sapiranga, São Francisco de Paula und Três Coroas.
Taquara ist ein Zentrum vorrangig deutscher Einwanderer.

## Ortsname
Der Name der Stadt kommt von Taquara, einer bambusartigen Pflanze, die zur Zeit der Besiedlung die Ufer des Rio dos Sinos säumte.

## Söhne und Töchter der Stadt
- Rodolpho von Ihering (1883–1939), Biologe
- Adalberto Pereira dos Santos (1905–1984), General und Politiker, 1974–79 Vizepräsident der Militärdiktatur
- Otto Bumbel (1914–1998), Fußballtrainer (machte u. a. Atlético Madrid zum Meister)
- Osvaldo Brandão (1916–1989), Fußballtrainer, u. a. Nationaltrainer Brasiliens
- Sonia Ebling de Kermoal (1918–2006), Bildhauerin und Hochschullehrerin
- Sérgio Moacir Torres Nunes (1926–2007), Fußballspieler und Trainer
- Tasso Bangel (* 1931), Komponist
- Menalton João Braff (* 1938), Schriftsteller
- Romano Rodrigues (* 1987), Fußballspieler

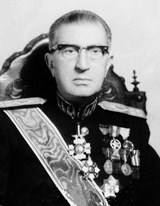
Adalberto Pereira dos Santos
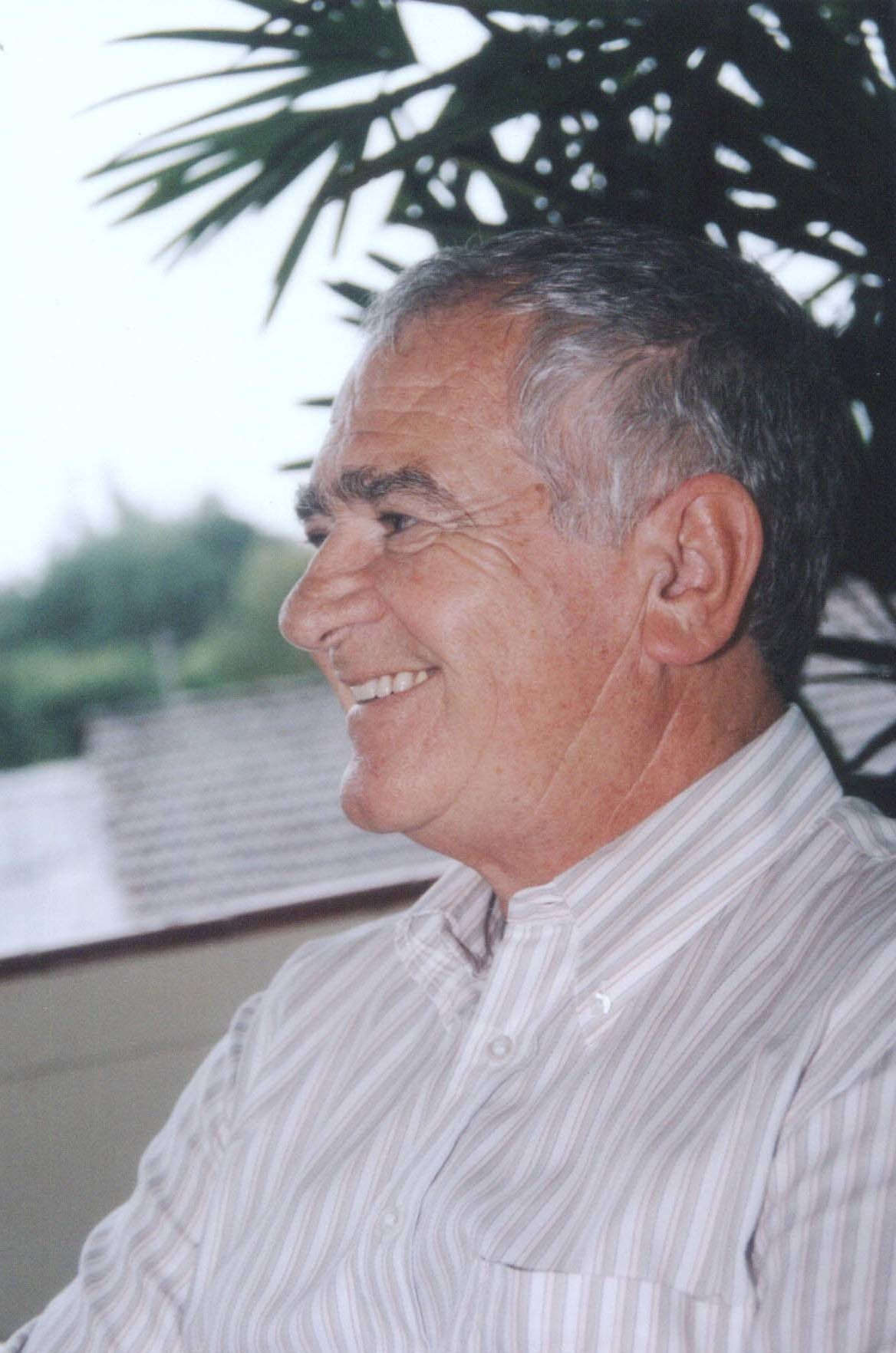
Menalton Braff